# Schaatsen op de Olympische Winterspelen 2014 - 5000 meter vrouwen
De 5000 meter vrouwen op de Olympische Winterspelen 2014 werd op woensdag 19 februari 2014 in de Adler Arena in Sotsji, Rusland verreden.
Carien Kleibeuker reed een persoonlijk record en veroverde het brons. Olga Graf kwam 0,12 seconden tekort voor een medaille. Martina Sábliková prolongeerde haar olympische titel in een onderling duel met Ireen Wüst die ook een persoonlijk record reed en het zilver kreeg. Claudia Pechstein, houdster van het olympisch record, deelde haar race goed in maar eindigde uiteindelijk op de vijfde plek.

## Tijdschema
| Datum       | Lokale tijd | MET   |
| ----------- | ----------- | ----- |
| 19 februari | 17:30       | 14:30 |

## Records
Records voor aanvang van de Spelen in 2014.
| Titelhouder      | Martina Sáblíková | CZE | 6.50,92 | Vancouver         |
| Wereldrecord     | Martina Sáblíková | CZE | 6.42,66 | Salt Lake City    |
| Olympisch record | Claudia Pechstein | GER | 6.46,91 | Salt Lake City    |
| Baanrecord       | Martina Sáblíková | CZE | 6.54,31 | WK afstanden 2013 |

## Statistieken

### Uitslag
| #      | Naam              | Land | Tijd       | Verschil |
| ------ | ----------------- | ---- | ---------- | -------- |
| Goud   | Martina Sáblíková | CZE  | 6.51,54 BR | —        |
| Zilver | Ireen Wüst        | NED  | 6.54,28    | +2,74    |
| Brons  | Carien Kleibeuker | NED  | 6.55,66    | +4,12    |
| 4      | Olga Graf         | RUS  | 6.55,77    | +4,23    |
| 5      | Claudia Pechstein | GER  | 6.58,39    | +6,85    |
| 6      | Yvonne Nauta      | NED  | 7.01,76    | +10,22   |
| 7      | Mari Hemmer       | NOR  | 7.04,45    | +12,91   |
| 8      | Stephanie Beckert | GER  | 7.07,79    | +16,25   |
| 9      | Anna Tsjernova    | RUS  | 7.08,71    | +17,17   |
| 10     | Shoko Fujimura    | JPN  | 7.09,65    | +18,11   |
| 11     | Bente Kraus       | GER  | 7.10,65    | +19,11   |
| 12     | Shiho Ishizawa    | JPN  | 7.11,54    | +20,00   |
| 13     | Masako Hozumi     | JPN  | 7.12,42    | +20,88   |
| 14     | Ivanie Blondin    | CAN  | 7.20,10    | +28,56   |
| 15     | Katarzyna Woźniak | POL  | 7.28,53    | +36,99   |
| 16     | Maria Lamb        | USA  | 7.29,64    | +38,10   |

### Startlijst
| Rit | Binnenbaan        | Buitenbaan        |
| --- | ----------------- | ----------------- |
| 1   | Katarzyna Woźniak | Bente Kraus       |
| 2   | Ivanie Blondin    | Shoko Fujimura    |
| 3   | Anna Tsjernova    | Mari Hemmer       |
| 4   | Stephanie Beckert | Maria Lamb        |
| 5   | Masako Hozumi     | Carien Kleibeuker |
| 6   | Shiho Ishizawa    | Olga Graf         |
| 7   | Ireen Wüst        | Martina Sáblíková |
| 8   | Yvonne Nauta      | Claudia Pechstein |